# Rolf Wurzer
Rolf Wurzer (auch Rolf-Rüdiger Wurzer; * 8. Juni 1951 in Perleberg; † 4. Juni 1984 in Neubrandenburg) war ein deutscher Maler und Grafiker.

## Leben und Werk
Wurzer besuchte die Erweiterte Oberschule und beendete sie 1970 mit dem Abitur und dem Facharbeiterabschluss als Landmaschinen- und Traktorenschlosser. Danach leistete er freiwillig Dienst bei der NVA, was üblich war, um einen Studienplatz zu erhalten. Von 1972 bis 1977 studierte er bei Gerhard Bondzin, Christian Hasse und Gerhard Kettner an der Hochschule für Bildende Künste Dresden.
Von 1977 bis 1979 arbeitete Wurzer als freischaffender Künstler in Mallin, dann in Neubrandenburg, wo er mit Dorothea und Uwe Maroske befreundet war. Er schuf mit Vorliebe Familienbilder, Landschaften, Stillleben und Interieurs sowie Knaben- und Frauen-Akte. Wurzer arbeitete vor allem in Öl, aber auch als Zeichner und Aquarellist. Als Druckgrafiker wandte er sich nach einigen frühen Lithografien der Kaltnadelradierung zu, die er auch mit Aquatinta, Reservage und Mezzotinto kombinierte. Wurzer gab auch Privatunterricht. Einer seiner Schüler war der spätere Maler Christoph Löffler (* 1966).
Wurzer war Mitglied des Verbands Bildender Künstler der DDR. Arbeiten Wurzers befinden sich u. a. in der Kunstsammlung Neubrandenburg und im Kunstarchiv Beeskow.
Wurzer setzte seinem Leben selbst ein Ende.

## Rezeption
Wurzer arbeitete „primär mit Tonwerten, mit einer einfachen, klaren Zeichnung und einer klaren, ausgewogenen Kompositionsweise.“

## Werke (Auswahl)
- Selbstporträt (1975, Öl, 87 × 72 cm)
- Musizierende (1979, Öl, 97 × 105 cm)
- Porträt Almut (1979, Öl, 80 × 60 cm)
- Malliner Landschaft (1979, Öl, 63 × 76,5 cm)
- Badende (1984. Öl, 200 × 250 cm; Kunstarchiv Beeskow)[3]

## Ausstellungen (unvollständig)

### Personalausstellungen
- 1982: Klink
- 1983: Neubrandenburg, Galerie am Friedländer Tor (Radierungen, Aquarelle)

#### Postum
- 1985: Dresden, Galerie West (Nachlassausstellung; Malerei, Grafik)
- 1989: Neubrandenburg, Galerie im Tor (Handzeichnungen)
- 1993: Berlin, Sommergalerie Lichtenberg (Aquarelle und Zeichnungen)
- 1998: Neubrandenburg, Kunstsammlung Neubrandenburg (Malerei und Grafik)

### Ausstellungsbeteiligungen
- 1979 und 1984: Neubrandenburg, Bezirkskunstausstellung
- postum 1987/1988: Dresden, X. Kunstausstellung der DDR